# Eldorado (Drum Theatre)
Eldorado is een nummer van de Britse band Drum Theatre uit 1986. Het is de eerste single van hun debuutalbum Everyman.
Het nummer werd een bescheiden hitje in het Verenigd Koninkrijk met een 44e positie. In de Nederlandse Top 40 haalde het de 13e positie, en in de Vlaamse Radio 2 Top 30 de 30e.